# The Best of Leonard Cohen
The Best of Leonard Cohen és el primer àlbum de recull d'èxits del cantautor canadenc Leonard Cohen editat el 1975.

## Llista de temes
1. Suzanne – 3:50
2. Sisters of Mercy – 3:36
3. So Long, Marianne – 5:40
4. Bird on the Wire – 3:27
5. Lady Midnight – 2:58
6. The Partisan – 3:25
7. Hey, That's No Way to Say Goodbye – 2:57
8. Famous Blue Raincoat – 5:09
9. Last Year's Man – 5:59
10. Chelsea Hotel #2 – 3:07
11. Who by Fire – 2:32
12. Take This Longing – 4:05